# 德屬西非
德屬西非（德語：Deutsch-Westafrika）是1884年至1919年間屬於德意志殖民帝國的西非地區的非正式名稱。該術語通常用於德屬喀麥隆和德屬多哥。德屬西非不是一個行政單位，但在人們往往用它指代這一區域。